# Festival Grec de Barcelona
El Grec Festival de Barcelona és un festival internacional de teatre, dansa, música i circ. Amb una llarga tradició en la vida cultural de la ciutat, l'estiu de 2017 ha arribat a l'edició número quaranta-u i, durant la seva història, no només ha esdevingut la principal atracció de l'estiu barceloní, sinó també una referència al calendari europeu de les arts escèniques.
El Grec Festival de Barcelona rep el seu nom de l'espai central del festival: un amfiteatre a l'aire lliure (el Teatre Grec) construït per a l'Exposició Universal de 1929 a la muntanya de Montjuïc, on els estius dels darrers anys cinquanta i als seixanta hi tingueren lloc representacions de teatre clàssic (Èsquil, Shakespeare...) i modern (Giraudoux, Montherland, O'Neill...) amb la participació de figures com Carlos Lemos, Adolfo Marsillach o Núria Espert. Originàriament, aquest va ser l'escenari únic del festival, però avui el Grec s'estén també per molts altres teatres, equipaments culturals i espais públics de la ciutat.
Promogut per l'Ajuntament de Barcelona, el festival no implica només les administracions públiques, sinó també un bon nombre de teatres i promotors privats que coprodueixen amb el festival.
Pressupostos públics, aportacions de patrocinadors i venda d'entrades són les principals fonts d'ingressos del Grec Festival de Barcelona, que el 2010 va vendre un total de 101.181 entrades per als diferents espectacles programats.
El festival té una missió doble: d'una banda, presenta les millors creacions dels col·lectius i artistes catalans, als quals dona suport produint-ne espectacles que es presenten al Grec Festival de Barcelona; d'altra banda, mostra cada any les propostes més interessants que arriben d'escenaris de la resta d'Espanya i de tot el món.
El Grec és, de fet, el principal aparador de Catalunya per mostrar espectacles produïts a l'estranger, i en els últims anys ha assumit amb decisió el repte de la internacionalització, centrant la seva mirada en les propostes més innovadores de la Gran Bretanya, Itàlia, el Japó, o França.

## Història
Ens els anys previs al retorn de la democràcia, l'escena teatral de Barcelona assistia al naixement d'un teatre independent i innovador, que trencava radicalment amb les propostes més habituals a la cartellera del moment. Els protagonistes d'aquella escena alternativa van ser, precisament, els qui l'any 1976 es van organitzar en l'Assemblea d'Actors i Directors que va programar, en poques setmanes, una temporada estiuenca per al Teatre Grec de Montjuïc.
Amb prop de quaranta-set anys d'història, aquell escenari estava infrautilitzat i en un estat de semiabandonament. El primer Grec no només va rescatar l'escenari de Montjuïc en una experiència de marcat caràcter autogestionari, sinó que va ser un gran èxit de públic.
El festival va ser programat per l'Assemblea d'Actors i Directors durant dues temporades. L'edició del 1978 no es va celebrar, però amb les primeres eleccions municipals democràtiques després de la dictadura franquista (1979) l'Ajuntament de Barcelona es va fer càrrec de l'organització del festival.
A partir d'aquí, el festival va anar creixent i es va anar consolidant. L'any 1980 es va obrir a les propostes escèniques procedents d'altres països, una aposta que s'ha reforçat els últims anys i que, juntament amb el suport a la creació local, és una de les característiques essencials del Grec.
Durant la seva història, el festival ha anar ampliant el nombre d'espais, s'ha estès per diferents zones de la ciutat i ha donat suport a la feina de les sales i companyies alternatives, sempre mantenint un equilibri amb les propostes dirigides a un públic ampli. A més, de fa anys treballa en estreta col·laboració amb el sector privat.
La darrera etapa del festival ha estat marcada tant per un clar interès per les propostes més renovadores i emergents com per la recerca de nous públics, l'aposta per la dansa i el circ (a més de les tradicionals propostes de teatre i la programació musical), i per la internacionalització del festival, que cada any apropa al públic barceloní les propostes més interessants d'un país concret.
Al Grec s'han presentat espectacles que han passat a formar part de la història teatral de la ciutat, entre ells molts de protagonitzats per autors, directors i intèrprets coneguts arreu del món: de Dario Fo a Lindsay Kemp, Pina Bausch, la Merce Cunningham Dance Company, la Martha Graham Dance Company, Jan Fabre, Peter Brook, Sasha Waltz, Michel Piccoli, Krystian Lupa, Robert Lepage, Matthias Langhoff, la companyia Cheek by Jowl, Ko Murobushi, Romeo Castelucci, Ryoji Okeda, Virgilio Sieni, Pippo Delbono, Saburo Teshigawara o el Cloud Gate Dance Theatre de Taiwan, entre molts altres, a més de Lluís Pasqual, Mario Gas, Núria Espert, Els Joglars, Els Comediants, Dagoll-Dagom, La Fura dels Baus, Paco de Lucía, Cristina Hoyos, Carles Santos, Nacho Duato, Carme Portaceli, Àlex Rigola, Calixto Bieito o Cesc Gelabert, per esmentar alguns creadors de l'Estat espanyol.
També han passat pel festival músics del prestigi com Miles Davis, Pat Metheny, Lou Reed, Manhattan Transfer, Joe Cocker, Celia Cruz, Maria Creuza, Caetano Veloso, UB40, Chuck Berry, Elvis Costello, B.B. King, Bob Dylan, Laurie Anderson, Santana, Youssou N'Dour, Lokua Kanza, Keith Jarrett, Concha Buika, Antony and the Johnsons o Ryuichi Sakamoto, entre molts d'altres.
El 2020, a causa de la pandèmia de la COVID-19 va combinar espectacles presencials i un apartat en línia.

## Els espais del festival
- Teatre Grec Construït el 1929 en una antiga pedrera, és l'autèntica ànima del festival. L'arquitecte francès Jean Claude Nicolas Forestier, conservador del Bois de Boulogne, va ser qui va tenir la idea de construir-lo quan, en passar per la pedrera, va apuntar que aquell era un espai ideal per construir-hi un teatre. Finalment el projecte es va encarregar a Ramon Reventós i Farrarons i a Nicolau Maria Rubió i Tudurí, tot i que el disseny del jardí és obra de Forestier.[6][7]

- Teatre Lliure Fundat el 1976 per un col·lectiu de professionals de les arts escèniques vinculats al teatre independent, és un dels grans centres de creació teatral de Barcelona. Encara que va néixer al barri de Gràcia, actualment té la seu principal a l'antic Palau de l'Agricultura de Montjuïc, on disposa d'unes infraestructures teatrals de primer ordre. La Sala Fabià Puigserver té un aforament de 736 espectadors.

Des del 2010, el Teatre Lliure ha recuperat també la seva seu de Gràcia, on disposa d'una sala amb capacitat per a 250 espectadors.
- Mercat de les Flors L'edifici noucentista que acull el Mercat de les Flors es va construir per a l'Exposició Universal del 1929 i es va convertir en teatre municipal el 1985, quan es va obrir amb el Mahabarata de Peter Brook. L'edifici, que disposa d'una espectacular cúpula de 12 metres de diàmetre decorada per l'artista mallorquí Miquel Barceló, és, des del juny del 2007, seu del Centre de les Arts del Moviment, que té com a missió la investigació, producció, creació i difusió de la dansa i les arts del moviment. Comprèn tres sales amb capacitat per a 664, 320 i 80 espectadors.

- Teatre Nacional de Catalunya Inaugurat el 1996, aquest edifici de l'arquitecte Ricard Bofill és una de les principals infraestructures culturals de Barcelona i ha estat un dels motors de la recuperació urbanística de l'àrea de la plaça de les Glòries. Es tracta d'un complex format per un edifici principal que s'inspira en el Partenó atenenc, on hi ha dues sales amb capacitat per a un màxim de 870 i 450 espectadors, i un segon edifici destinat a serveis amb una tercera sala amb capacitat per a 400 espectadors.

- L'Auditori Un altre dels motors de la recuperació urbanística de la plaça de les Glòries, aquesta infraestructura dedicada a la música ocupa un edifici obra de l'arquitecte Rafael Moneo. Es va inaugurar el 1999 i és la seu de l'Orquestra Simfònica de Barcelona i Nacional de Catalunya (OBC), de l'Escola Superior de Música de Catalunya i del Museu de la Música. Disposa de quatre sales amb capacitat per a 2.200, 600, 400 i 152 persones.

- Els teatres de Barcelona. Els espectacles del Grec Festival de Barcelona es reparteixen per tota la ciutat i es representen tant en espais i teatres públics com a sales privades de diverses dimensions, que van des del Teatre Romea o La Villarroel fins a sales alternatives com ara la Sala Beckett o el centre d'investigació coreogràfica La Caldera.

- Equipaments culturals. El Grec Festival de Barcelona no ha dubtat a incorporar a la seva programació espais que tradicionalment no estaven destinats al teatre. Així, en les darreres edicions del festival s'ha pogut assistir a representacions teatrals o de dansa en àmbits com ara la Biblioteca de Catalunya (una infraestructura cultural situada a l'antic Hospital de la Santa Creu i Sant Pau, un dels conjunts del gòtic civil més importants de Catalunya), el Museu d'Art Contemporani de Barcelona (MACBA), el Museu Picasso, el Centre de Cultura Contemporània de Barcelona (CCCB), la Fundació Joan Miró o el centre d'art CaixaForum.

## Directors
- 1976-1977: Assemblea d'Actors i Directors[8]
- 1978: El festival no es va celebrar
- 1979: Àrea de Cultura de l'Ajuntament de Barcelona (Rafael Pradas i Joan-Anton Benach)
- 1980-1983: Biel Moll
- 1984-1985: Joan Maria Gual i Josep Anton Codina
- 1986-1987: Marta Tatjer
- 1988-1995: Elena Posa
- 1996-1999: Xavier Albertí
- 2000-2006: Borja Sitjà[9]
- 2007-2011: Ricardo Szwarcer[10]
- 2012- 2016: Ramon Simó i Vinyes[11][12]
- 2017- 2024: Francesc Casadesús i Calvó[13]
- 2024 - actualitat: Leticia Martín Ruiz[14]